# 古代ギリシアのボクシング
古代ギリシアのボクシング（こだいギリシアのボクシング）の起源は、少なくとも紀元前8世紀、ホメーロスの『イーリアス』の時代までさかのぼり、古代ギリシアの都市国家のさまざまな社会状況のもとで行われた。この競技に関する現存する史料の大半は断片的もしくは伝説にとどまるものであるため、ルールや慣習、歴史など、今日その詳細を知ることは難しい。とは言え、拳に革紐を巻いて行われた古代ボクシングの試合が、古典時代初期を通じ古代ギリシアのスポーツ文化において重要な位置を占めていたことは明らかである。

## 起源

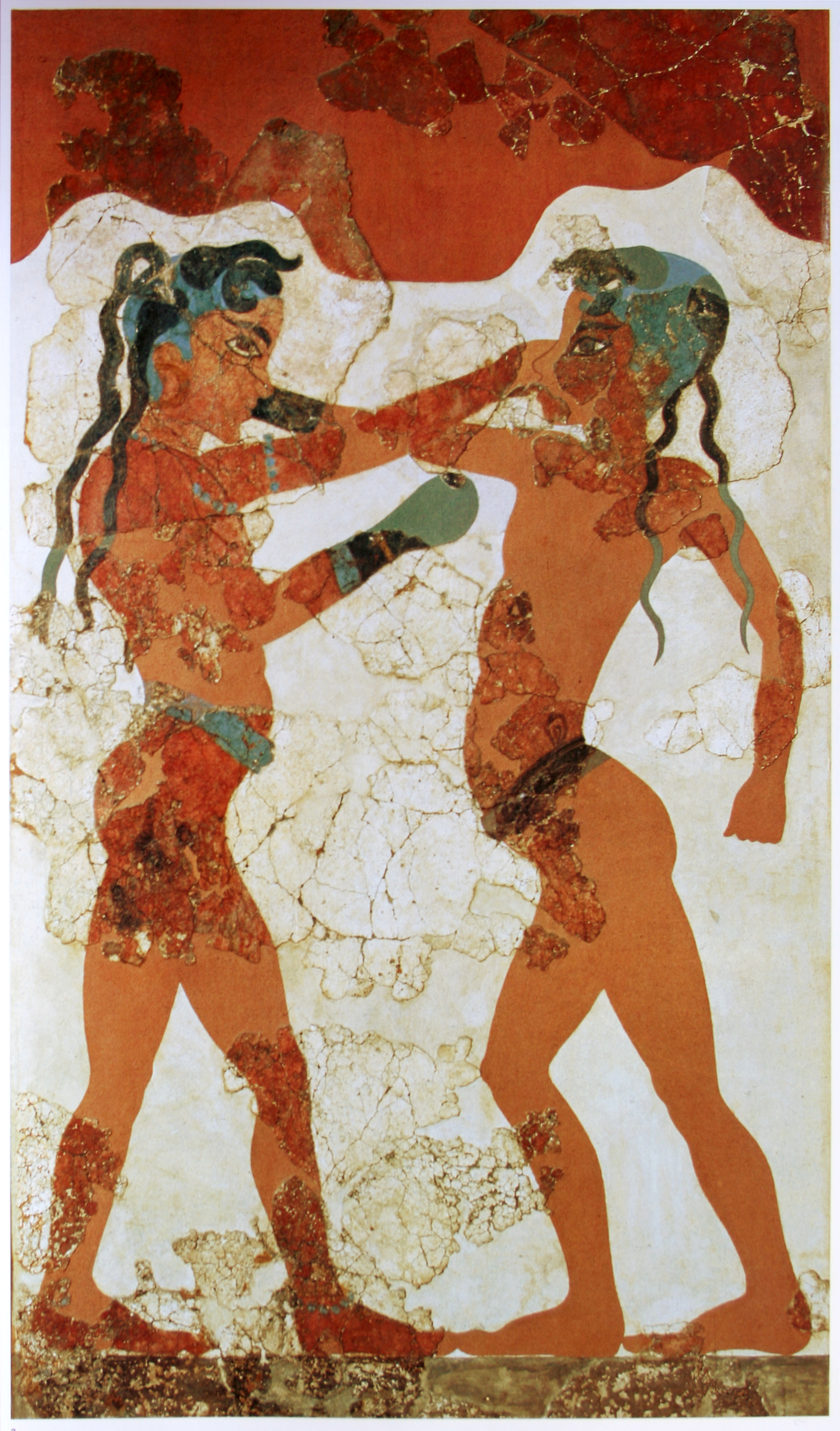
ミノアの少年たちのボクシング（紀元前16世紀、アテネ国立考古学博物館蔵）

古典ギリシア語で「拳」を意味する、ピュグメー（古希: πυγμή）、ピュクス（古希: πύξ）や、「拳闘」を意味する、ピュグマキア（古希: πυγμαχία）と呼ばれた古代ギリシアのボクシングに関する考古学上および美術史上の初期の証拠は、ミノア文明およびミケーネ文明の両文明の時代の遺物から見つかっている。
ギリシアにはボクシングの起源について数多くの伝説がある。アポローンは、デルポイへ向かう途中の若くて屈強な旅人にボクシングの試合を強い、負けた者を殺していたポーキスの野蛮な巨人の王フォルバスをボクシングの試合で殺したり、パウサニアスがその著書『ギリシア案内記』でふれているように軍神アレースとボクシングで対決をしたりしている。テーセウスが向かい合って座った二人の男が一方が死ぬまで拳で殴り合う形式のボクシングを発明したとする伝説もある。
次第にボクサーは全裸の身体に、鋲付きの手袋を着用し、前腕を布状のもので巻いたうえで、立って競技を行うようになった。
叙事詩の記述自体が後世のギリシア文化の影響を受けている可能性はあるものの、ホメーロスが記述した叙事詩『イーリアス』によれば、ミケーネの戦士たちは死者を弔う葬祭競技においてボクシングを行っていた。トロイア戦争で戦死した友パトロクロスを追悼するためにアキレウスが催した競技会のくだりには、ボクシングに出場したエウリュアロスが激しく打たれ、流血する場面がある。
このような葬祭競技を起源に誕生したとされる古代オリンピックにボクシングが競技として加わったのは、紀元前688年（少年ボクシングは紀元前616年）のことである。五輪史上初のボクシングの優勝者は小アジア出身のスミルナのオノマストスであり、この人物がオリンピックにおけるボクシングのルールを定めたとされる。大会の出場者はコリュコスと呼ばれるサンドバッグを打って練習をし、怪我から身を守るためにヒマンテスと呼ばれる革紐で手、手首を巻き、時には胸にも同様の保護を行った。古代ギリシアのボクシングは現代のボクシングと比べて非常に危険で、女性はボクシングを観戦することを禁止された。
他方、古代ローマの歴史家フィロストラトスは、ボクシングはスパルタでそもそも発展したという説を唱えている。かつてスパルタ人は兵士には兜は不要であると考え、戦闘において避けられない頭部への攻撃に備えて、顔面を鍛えることを目的にボクシングをしていたという。しかしながら、いかなる形であっても敗北は不名誉なことと考えていたスパルタ人がボクシングの競技会に参加することはなかった。
西暦400年頃に、ボクシングは奴隷や身分の低いものによる見世物として行われていたが、多くの場合、一方の競技者の死亡によって試合の終了としていたため、その残忍性を理由にローマ帝国のテオドリック大王によって禁止された。

## 著名な選手

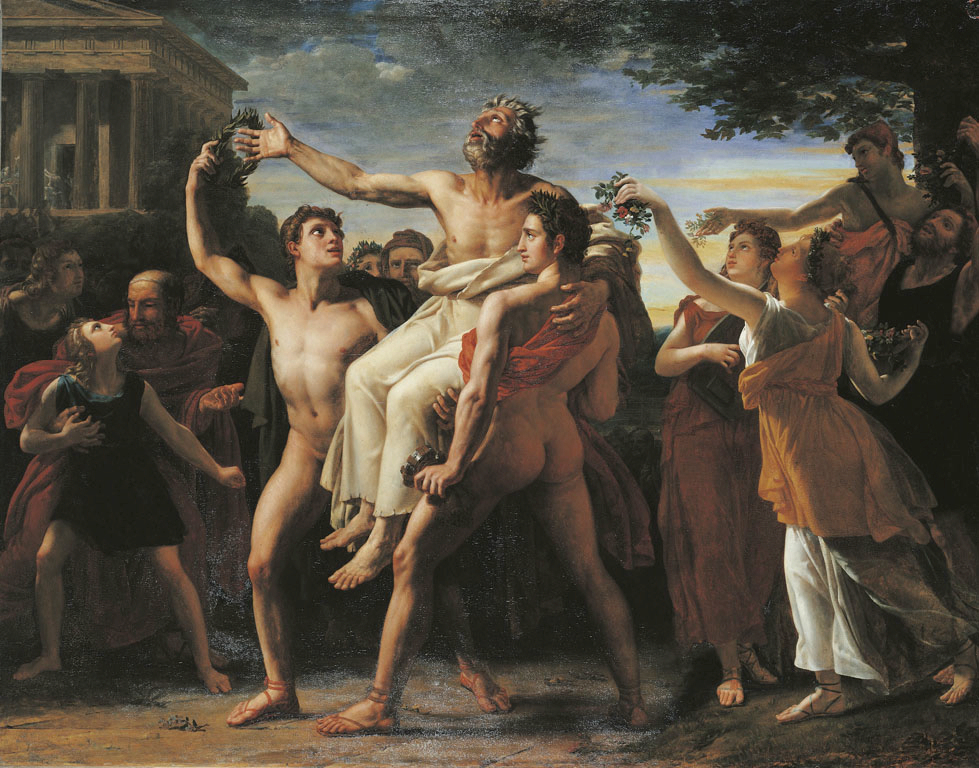
2人の息子の肩に担がれるディアゴラス

ロドス島のディアゴラスは古代オリンピックで2回優勝している。ディアゴラスには3人の息子がおり、3人とも古代オリンピック優勝者で、長男のダマゲトスはパンクラチオンで2回優勝し、次男のアコウシラオスはボクシングで1回優勝している。三男のドリエウスはパンクラチオンで3回優勝を飾っている。長男のダマゲトスと次男のアコウシラオスが同時優勝した紀元前448年の古代オリンピックでは、ディアゴラスは息子2人の肩に担がれスタジアムを巡った際に、観衆から歓声とともに「今ここで死ぬんだ、ディアゴラス！他ではオリュンポス山に上り詰めることはできない！」（人として可能な限り最高の栄誉に達し、今後これ以上の栄誉はないだろうという最上級の称賛の意味）と褒め称えられた。
タソス島のテオゲネスは古代オリンピックでボクシングとパンクラチオンでそれぞれ1回優勝しており、ボクシングで1400におよぶ試合に勝利する過程で多数の対戦相手を殺したと言われている。また、死後に功績を讃えられ建てられた彫像についての伝説がある。
テーバイのクレイトマコスは古代オリンピックで紀元前216年と212年にそれぞれパンクラチオンとボクシングで優勝している。イストミア大祭では同日に行われたレスリング、ボクシング、パンクラチオン、3つの競技全てで優勝を果たした。クレイトマコスはかなり禁欲的で性行為も禁欲し、犬の交尾にさえ目を背けることがあったという。

## 用具

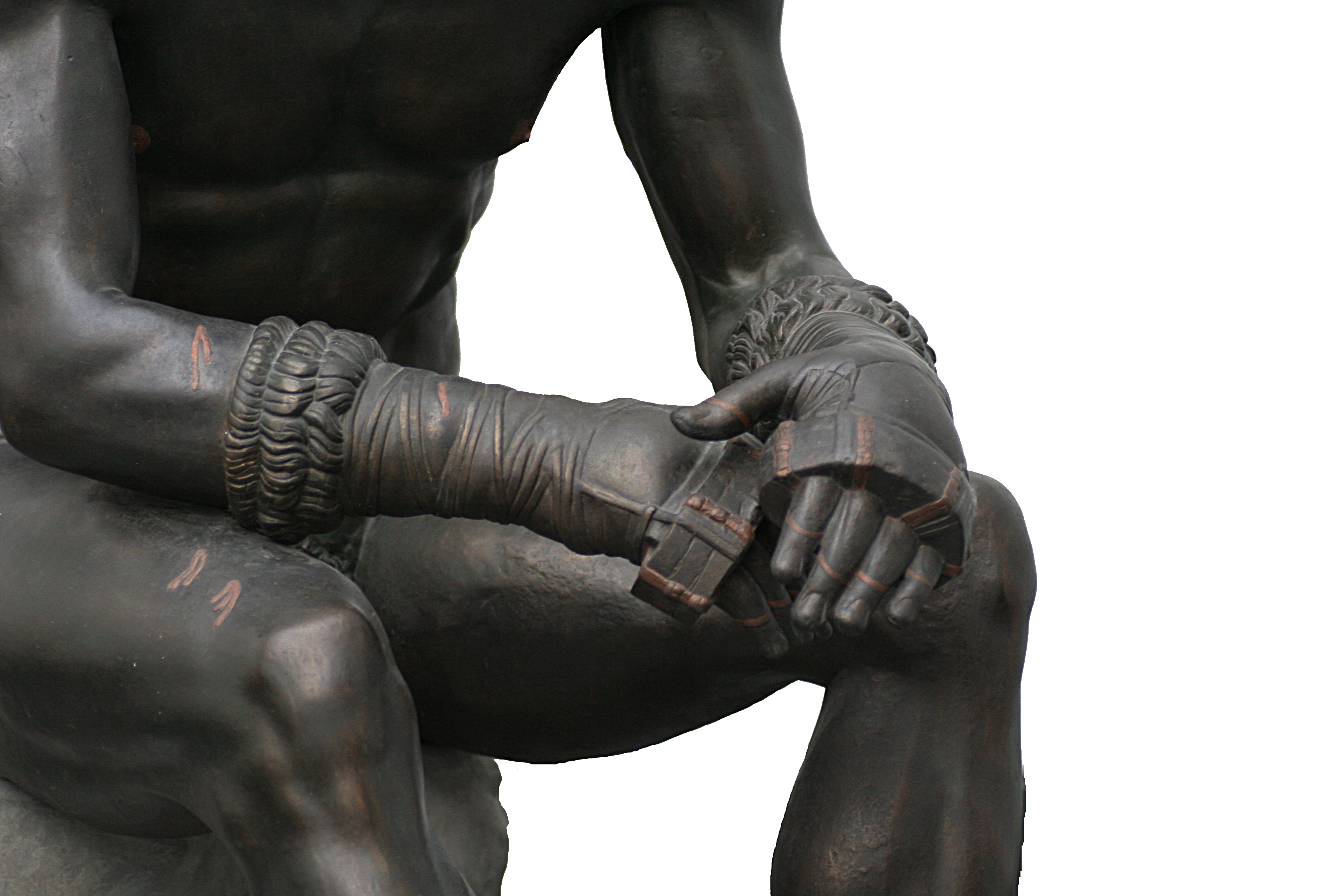
古代ギリシアのボクシンググローブ（オクシス）

古代ギリシアにおけるボクシンググローブにあたるヒマンテスは、牛の皮から作った革紐にオリーブ・オイルや獣脂をすり込んだもので、およそ3〜3.7メートルの長さがあり、現代のボクシンググローブの目的と同じように相手へのダメージを軽減させる目的では無く手および拳を保護してより強力なパンチを打てるようにする目的のために、手と拳部分に何重にも巻いて使われた。「やわらかなもの」を意味するメイリカイの名でも知られ、紀元前500年頃まで使われていた。
紀元前400年頃になると、スファイライ（「球」の意）が登場した。スファイライはヒマンテスと非常によく似たものだったが内側に握ることができる当て布があり、外側はそれまでのものよりもずっと硬い革紐となっていた。さらに、より大きなダメージを与えることを容易にするために「鋭い革紐」が導入され、西暦200年頃まで使われた。
スファイライが導入される少し前に、オクシスが出現した。これは分厚く幅の広い革のバンドを手と手首、前腕に巻くもので、指は動かせるようになっていたが、パンチを打つ際によりしっかり補強するため革のバンドを巻く範囲は前腕部にまで延び、同様に拳部分の補強もさらに強化された。羊毛でできたリストバンドのようなベルトが前腕部に取り付けられ、汗をぬぐうのに使われた。
ヒマンテスの変遷は古代ギリシアのボクシングの競技スタイルに変化をもたらした。初期の頃はスピードや敏捷性、器用な技をもつことが勝利につながったが、オクシスの導入後は強烈なパンチの応酬が見られるようになり、持久力があるより体格の大きな選手が有利となった。のちにヒマンテスは古代ローマにおいて、鉄や鉛でできた鋲や刃物状のものを仕込んだより殺傷能力の高いボクシンググローブ、カエストス（セスタスとも呼ばれる）へと発展することになる。

## トレーニング
トレーニングはボクシングや古代ギリシアのレスリングなど格闘技のための練習場であるパライストラで行われた。古代ギリシアの他の競技同様、専門のトレーナーやマッサージ師がおり、富裕な家庭の子弟は個人トレーナーに指導を受けることができた。
選手は砂や小麦粉、雑穀などを詰めたコリュコスと呼ばれるサンドバッグを打った。試合場を設営するために地面を掘ることがトレーニングの一環として行われ、つるはしはボクサーのシンボルとされた。このほか、スキアマキアと呼ばれるシャドーボクシングのトレーニングも行われた。
アルカイック時代のギリシア人は身体の鍛錬と音楽を不可分のものと考えていたため、トレーニングの際にはアウロス奏者による伴奏にあわせて運動した。

## ルール

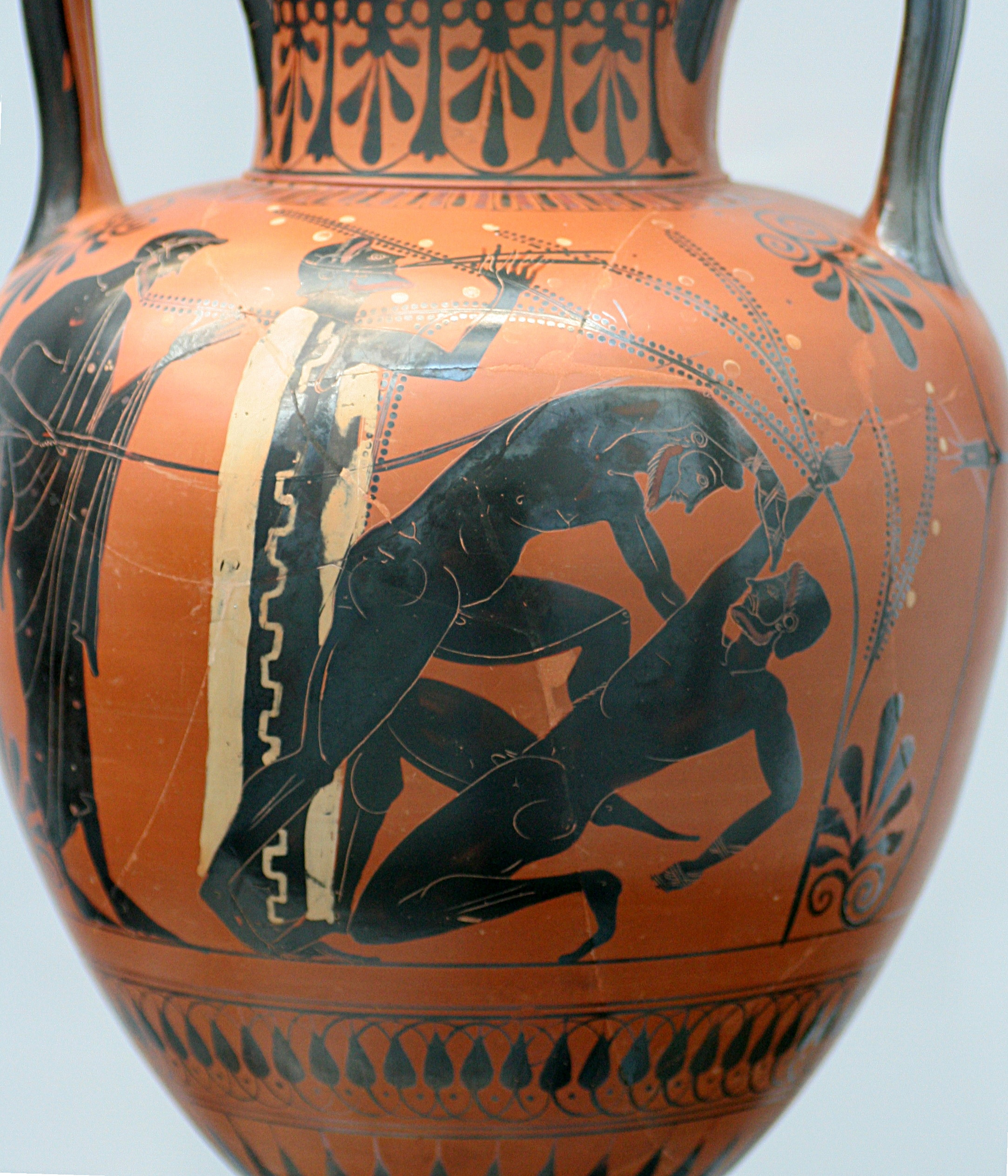
イタリア、ヴルチ出土のアンフォラ（紀元前500年頃、ミュンヘン、古代美術博物館蔵）

古代ギリシアのボクシングでは蹴り技の使用が認められていたと考えられる史料がいくつか発見されているが、これは学者の間で議論の対象となっており、当時のルールに関するしっかりとした文献や史料が現存しないため、古代ギリシアのボクシングの正確なルールははっきりとは分かっておらず、現存する限られた文献や史料から推察するしかなく、以下のようなものであったと推測されている。
- レスリングや相手をつかむことは禁止
- 手を使ったあらゆる種類の打撃攻撃が許されたが、指で相手の目をえぐることは禁止
- リングはまだ使われていなかった
- 試合にラウンド制および時間制限はなし
- 相手を戦闘不能にするか戦意喪失の意思表示（ギブアップ）をさせることで勝者となる
- 体重別階級はなく、対戦相手はくじで決められる
- 審判が、試合中にルール違反を行う者に対し、鞭か小枝で打つことでルールを守らせた
- 試合が長引いた場合、防御を行わずにお互いの顔をかわるがわる殴り合い勝者を決めるという形式を選択できる

競技に参加できたのは男性のみで、ほぼ全裸の姿で試合を行う。全身にオリーブ・オイルを塗り、両手にヒマンテスを装着して行われた。
体重による階級分けはなく、アルファやベータといったギリシア文字の書かれたくじが作られ、同じ文字をひいた者同士が対戦した。
現代のボクシングとは異なり、接近戦を促すためのロープで区切られたリングが存在しなかったため、ほとんどのボクサーは攻撃的ではなく防御的に戦ったと考えられている。上半身、特に鼻や頬、顎など頭部に向かって、殴る、叩く、突くといった手によるあらゆる打撃攻撃が行われた。また、地面に倒れた場合であっても、現代のボクシングとは違いテンカウントを取ることはなく、地面に倒れた相手をそのまま殴り続けることができた。
人差し指を立て、そのまま腕を高く上げることで戦意喪失の合図となった。試合時間およびラウンド制はなく、一方がこの戦意喪失の合図をするか、失神や疲労困憊で戦闘不能になるまで、試合は続行された。万一、試合で対戦相手を死に至らしめた場合は生き残った選手が勝者となった。
同時代の他の競技同様、勝者はその栄誉を称えられている。ロドス島のディアゴラスはピンダロスによる祝勝歌にも謳われ、優れた格闘家を輩出したその一族もまた称賛の対象となった。